# France A. Córdova
France Anne-Dominic Córdova (Parigi, 5 agosto 1947) è un'astrofisica e dirigente statunitense, dal 2014 al 2020 direttrice della National Science Foundation. In precedenza è stata rettore dell'Università della California - Riverside dal 2002 al 2007, è presidente della Purdue University dal 2007 al 2012. Dal 2021 ricopre il ruolo di presidente della Science Philanthropy Alliance.

## Biografia
Córdova è nata a Parigi, in Francia, la maggiore di dodici figli. Sua madre era irlandese-americana e suo padre era un uomo d'affari messicano-americano che aveva fatto l'accademia militare di West Point.  Ha frequentato la scuola superiore presso la Bishop Amat High School di La Puente, in California, a est di Los Angeles, e ha continuato alla Stanford University  dove si è laureata con lode in inglese e ha condotto un lavoro sul campo antropologico in un Pueblo indiano zapoteco a Oaxaca, Messico. Ha conseguito un dottorato in fisica presso il California Institute of Technology nel 1979.

## Carriera
Córdova ha lavorato presso il Gruppo di astronomia e astrofisica spaziale del Laboratorio nazionale di Los Alamos dal 1979 al 1989, dove è stata anche vice capogruppo. Ha diretto il Dipartimento di Astronomia e Astrofisica presso la Pennsylvania State University dal 1989 al 1993. Nel 1993, Córdova è diventata capo scienziato della NASA.
Córdova è poi andata all'Università della California, a Santa Barbara, come vicerettore per la ricerca e professoressa di fisica. Nel 2002 è stata nominata Rettore dell'Università della California, Riverside, dove è stata anche Professore emerito di Fisica e Astronomia. Córdova ha guidato i primi passi verso la creazione della UC Riverside School of Medicine.
Córdova è quindi diventata l'undicesima presidente della Purdue University nel 2007 e ha promosso la commercializzazione della ricerca interdisciplinare.La sua amministrazione ha supervisionato la creazione del Purdue's College of Health and Human Sciences e del suo Global Policy Research Institute.  Alla fine del suo mandato, gli amministratori della Purdue le attribuirono il merito di aver portato la scuola a livelli record di finanziamenti per la ricerca, classifiche di reputazione e tassi di fidelizzazione degli studenti.

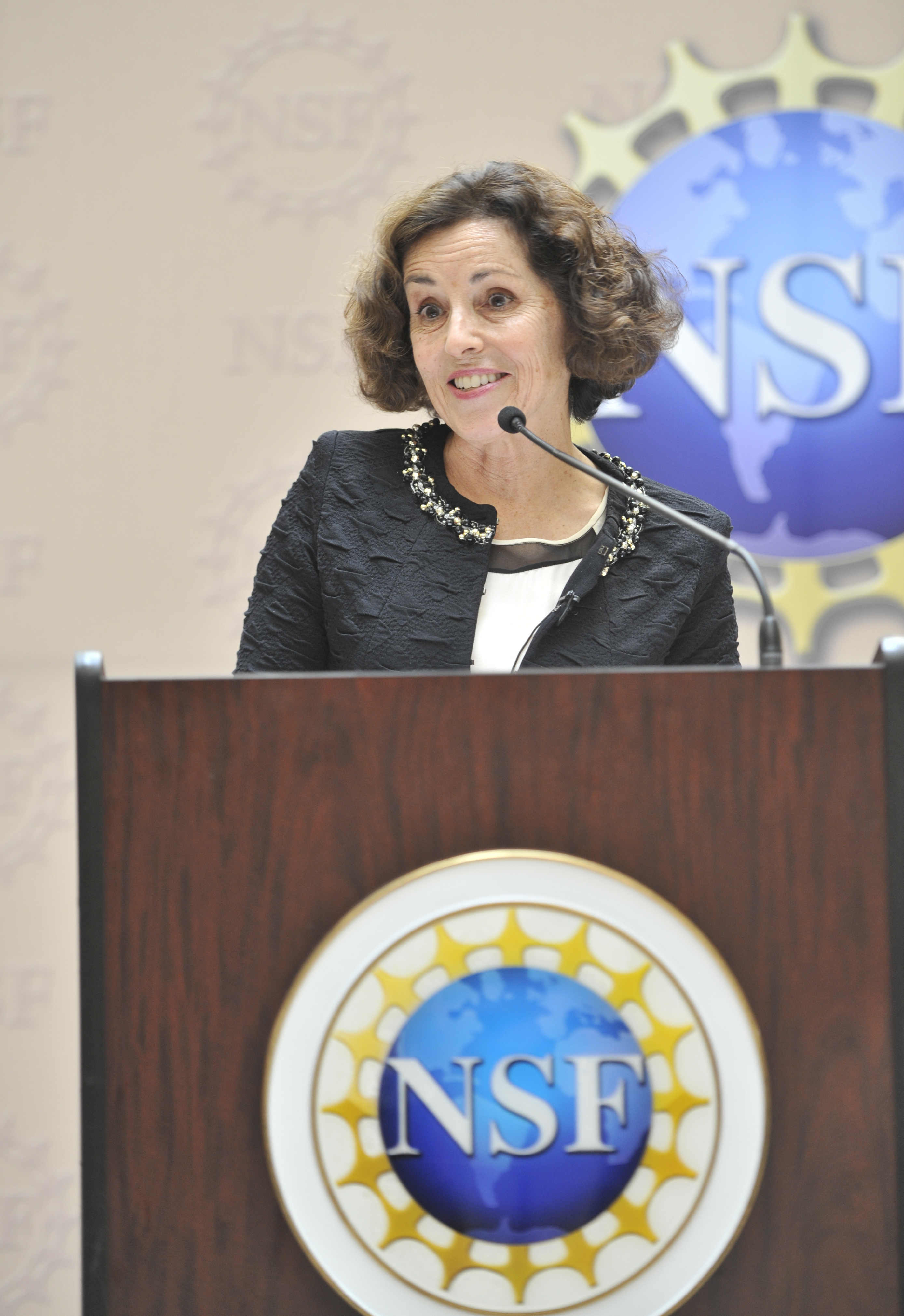
France A. Córdova nel 2014

I contributi alla carriera scientifica di Córdova riguardano le aree dell'astrofisica osservativa e sperimentale, della ricerca multispettrale su sorgenti di raggi X e gamma e della strumentazione spaziale. Ha pubblicato più di 150 articoli scientifici, l'ultimo nel 2007. Nel settembre 2007, è stata nominata membro del consiglio di amministrazione di BioCrossroads, l'iniziativa dell'Indiana per far crescere le scienze della vita attraverso una collaborazione pubblico-privata che sostiene la ricerca e i punti di forza aziendali, incoraggiando allo stesso tempo lo sviluppo di nuove attività.
Il presidente americano Barack Obama ha nominato Córdova nel consiglio dei reggenti della Smithsonian Institution nel 2009, e ha mantenuto l'incarico fino al 2014. È stata quindi presidente del consiglio dei reggenti dal 2012 al 2014.
Nel 2014, Córdova è stata nominata da Obama e confermata dal Senato degli Stati Uniti come 14° capo della National Science Foundation.
Dopo il suo ritiro dalla NSF, Córdova è stata eletta nel consiglio di amministrazione del Caltech nel giugno 2020. Nel maggio 2021, è stata nominata anche presidente della Science Philanthropy Alliance.

## Vita privata
Córdova è sposata con l'educatore scientifico Christian J. Foster, dal quale ha avuto due figli, Anne-Catherine e Stephen. Uno dei suoi hobby è l'arrampicata su roccia, attività in cui ha incontrato suo marito. In un articolo di Physics Today parla di come ha rifiutato un'offerta del suo consulente per essere nominata astronauta, preferendo invece concentrarsi sulla ricerca.  In un'intervista con l'American Institute of Physics, descrive in modo più dettagliato le sue decisioni di carriera e il suo percorso di vita. Ha detto che essere un fisico ha influenzato il suo stile di leadership, che è ottimista riguardo al futuro e che non si sa mai quando utilizzeranno le conoscenze apprese.

## Premi e riconoscimenti
- Nel 1996, ha ricevuto la più alta onorificenza della NASA, la Medaglia per il Servizio Distinguished della NASA.[20]
- Nel 2000 è stata riconosciuta come Kilby Laureate per "il contributo alla società attraverso la scienza, la tecnologia, l'innovazione, l'invenzione e l'istruzione".
- Nel 2002 è stata nominata una delle 80 donne ispaniche d'élite dalla rivista Hispanic Business Magazine.
- Nel 2008, Córdova è stata nominata nella Multicultural Alumni Hall of Fame dell'Università di Stanford da El Centro Chicano, l'organizzazione chicano e latina di Stanford.
- Nel 2008 il presidente George W. Bush l'ha nominata membro del National Science Board.
- Nel 2012 ha ricevuto il Women in Space Science Award dall'Adler Planetarium.[21]
- Nel 2012 le è stato intitolato il centro sportivo ricreativo France A. Córdova della Purdue University. Durante la sua presidenza è stata approvata una ristrutturazione da 98 milioni di dollari della struttura di 55 anni.[22] L'edificio è stato una delle 10 strutture ricreative a ricevere un Facility of Merit Award per il 2014 da Athletic Business.[23]

Córdova è membro dell'American Association for the Advancement of Science (AAAS), dell'Association for Women in Science (AWIS) e dell'American Academy of Arts and Sciences, ed è un'associata nazionale delle Accademie nazionali. È membro onorario della Royal Irish Academy.  Ha ricevuto numerosi dottorati onorari, tra cui quello della Loyola Marymount University di Los Angeles (1997), della Ben Gurion University of the Negev (2011), della Purdue University (2012), della Duke University (2015), dell'Università del Connecticut (2016) e del Rochester Institute of Technology (2016).